# Polymnis
Polymnis est le nom du père du général et homme d'État thébain Épaminondas. Il était connu pour être un homme bon. Il recueillit notamment Lysis de Tarente chez lui, et le donna comme précepteur à son fils.
Il était encore vivant avec sa femme lorsque son fils Épaminondas triompha à Leuctres en -371.

## Origines
Polymnis appartenait à la petite noblesse thébaine et tirait ses origines des camarades du roi légendaire Cadmos, qui avaient accompagné ce dernier de Phénicie. Il était donc lui-même réputé être un descendant des conquérants phéniciens.

## Vie
Peu de détails sont connus sur la vie de Polymnis. On sait cependant qu'il est issu de la petite noblesse, dont les origines remontent à l'époque où Thèbes (ainsi que tout le reste du monde grec) était encore une monarchie. La tradition en a fait un descendant de l'un des compagnons de Cadmos, le fondateur légendaire et premier roi de Thèbes, dont l'acropole tire son nom (la Cadmée). Cornelius Nepos prétend qu'il avait été appauvri par ses ancêtres, expliquant également comment il recueillit Lysis de Tarente, l'un des derniers grands philosophes pythagoriciens, lorsque celui-ci échappa à la destruction de l'école pythagoricienne de Sicile et d'Italie du Sud avec ses collègues Archippe de Tarente et Philolaos de Crotone, lors de la seconde révolution anti-pythagoricienne (autour de -450). Il fit aussi de ce dernier le précepteur de son fils.